# Jacques Cathelineau

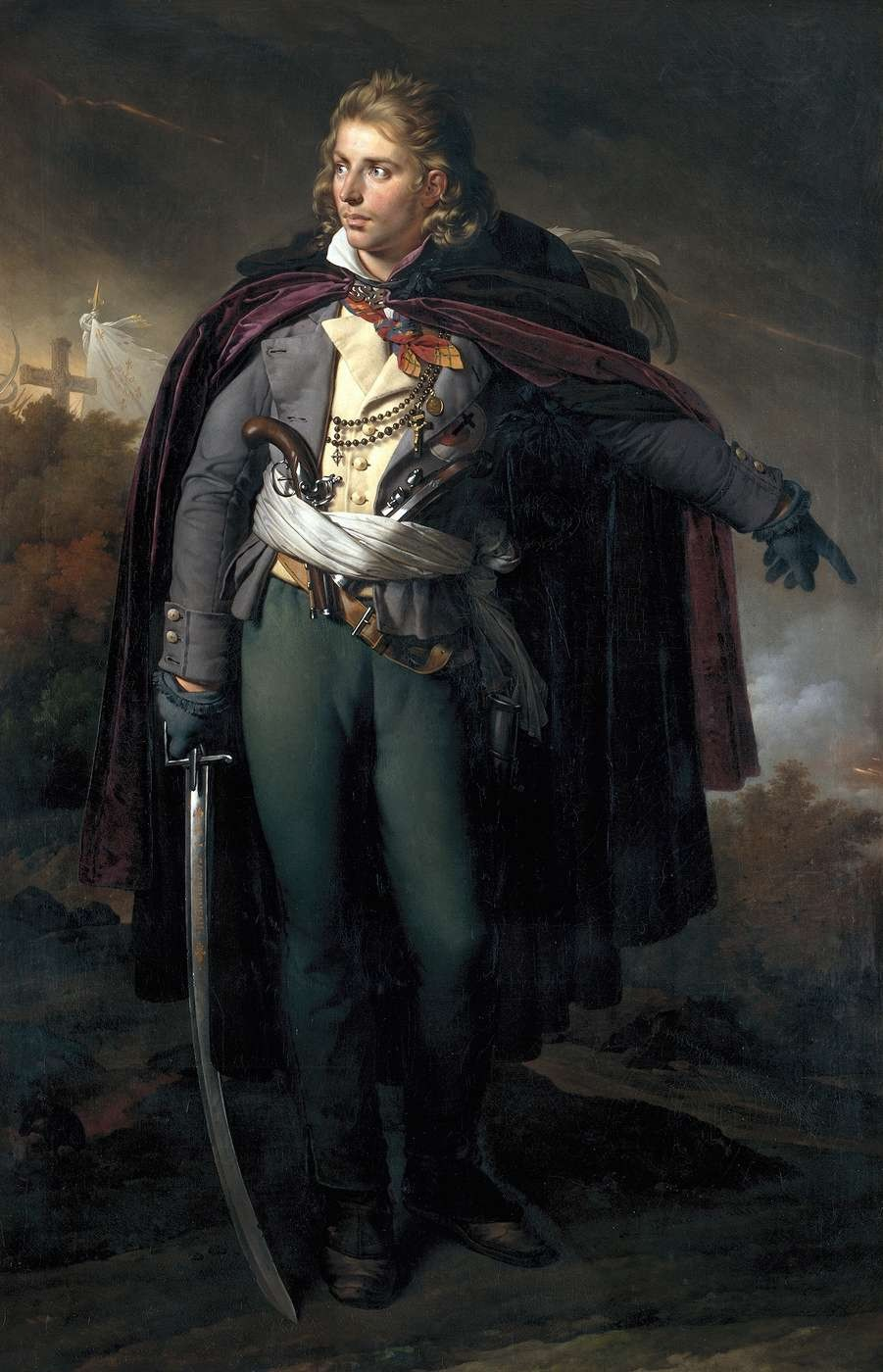
Postuum portret besteld door koning Lodewijk XVIII van Frankrijk (Anne-Louis Girodet de Roussy-Trioson, 1816)

Jacques Cathelineau (Le Pin-en-Mauges, 5 januari 1759 - Saint-Florent-le-Vieil, 14 juli 1793) was een leider van de Opstand in de Vendée tegen het leger van de Franse republiek.
Cathelineau werd geboren in de buurt van Cholet in een familie van bescheiden afkomst. Hij huwde met Louise Godin en het echtpaar kreeg elf kinderen. Cathelineau verdiende de kost als koetsier en handelaar. 
Op 12 maart 1793 kwamen republikeinse soldaten in buurdorp Jallais aan om recruten te werven in het kader van de opgelegde dienstplicht. Deze maatregel, samen met de eerder opgelegde antiklerikale wetten, leidden tot een opstand. Cathelineau, die bekend stond als erg vroom en gerespecteerd werd, werd gevraagd om de opstand te leiden. Aan het hoofd van dertig dorpsgenoten uit Le Pin-en-Mauges verjoeg hij de soldaten uit Jallais en nam hij bezit van het dorp. De volgende dag was hij voor de poorten van Cholet met drieduizend man. Na een beleg van enkele uren konden ze de stad innemen. 
In heel de regio kwam het tot gelijkaardige opstanden. Irreguliere legers van boeren, ambachtslieden en arbeiders stelden zich onder het bevel van edellieden of gerespecteerde burgers, zoals Cathelineau. Vanwege zijn vroomheid kreeg hij de bijnaam le saint de l’Anjou ('de heilige van Anjou'). De legers trokken op met de eis om de privilegies van de Katholieke Kerk en het gezag van de koning te herstellen. In de loop van de lente veroverden ze verschillende steden: Beaupréau, Thouars, Saumur en Angers. Op 12 juni kwamen de leiders van het katholieke en koninklijke leger samen en ze verkozen Cathelineau tot generalissimo. 
Cathelineau probeerde eind juni met zijn leger de grote stad Nantes in te nemen. De aanval was slecht voorbereid en Cathelineau werd verwond door een geweerkogel. De wonde ontstak en veroorzaakte hevige koorts. Cathelineau overleed op 14 juli in Saint-Florent-le-Vieil.